# 構造家
構造家（こうぞうか）は、構造エンジニアの中でとくに作家性、作品性のある建築構造を手がける者をさす日本独自の呼称。

## 概要
構造家という呼称は1950年には用いられており、建築雑誌1950年5月20日号への浜口隆一と山本学治による寄稿文において確認できる。山本学治は、優れた技術者であると同時に高い建築的構想力を持っている人々をアーキテクト・エンジニア、構造家と称している。さらに、近代建築における職能の多様化により建築家との協働設計が意識され、必然的に成立した職能であるとしている。協働設計の上で建築家とは対等の立場にあり、建築家と対立する存在でなく、また従属関係にある存在でもない。最近では、構造デザインといわれる設計手法を実践する構造エンジニアを呼称するものとして用いられることが多い。菊竹清訓は構造的建築家とも称した。海外のエンジニアに対しても用いられており、オヴ・アラップやフライ・オットーなど作家性の高い建築構造エンジニアだけでなく、ロベール・マイヤールなどの優れたシビルエンジニアに対しても使われる。デビッド・ビリントンは設計者の思想や技術的工夫によって効率性・経済性・優美さという三つの理念が統合された作品を構造芸術（Structural Art）と定義し、これを実現する構造エンジニアを Structural Artist と表現している。エンジニア・アーキテクトとも呼ばれる。
日本では真島健三郎、吉田直らや佐野利器、内藤多仲らが建築構造分野における先駆的存在といえる。彼らが海軍省や大学組織に属しながら業績をあげていた一方で、1950年に横山不学が専業の構造設計事務所を開設し前川國男らとの協働を始め、建築家と対等な立場としての構造家という職能が成立した。その後、坪井善勝、木村俊彦、川口衞らの活躍により構造家という職能は大きく展開した。現代では、大学の教官や専業の構造設計事務所を主宰するに限らず、企業に所属しながら作家性の高い業績をあげる構造家もいる。

## 表彰
日本国内
自然災害の多い日本では建築構造設計の重要性は高く、建築作品に対する構造家の貢献度も大きいことから、建築家と構造家が連名で建築作品を発表あるいは表彰される事例は少なくない。例えば、坪井善勝、仲威雄、松井源吾、木村俊彦、矢野克巳、新谷眞人、梅沢良三、金田勝徳、佐々木睦朗らは建築家とともに日本建築学会賞（作品）を受賞している。
構造家に対する建築構造分野の代表的な顕彰として、日本ではかつては松井源吾賞があり、それを継承し松井源吾賞受賞者らが組織する日本構造家倶楽部の日本構造デザイン賞、また構造家懇談会から改組した日本建築構造技術者協会（JSCA）が主催するJSCA賞がある。
日本の構造家は、坪井善勝、川口衞、斎藤公男らは IASS Eduardo Torroja Medal、矢野克巳は SEWC Roland Sharpe Medal、和田章は CTBUH Fazlur Khan Medal を受賞するなど、国際的な評価を受ける構造家も多い。

## 著名な構造家

### 日本
- 石井敬吉（1866年 - 1932年）
- 真島健三郎（1873年 - 1941年）RC構造技術の先駆者
- 佐野利器（1880年 - 1956年）国技館、東京駅
- 吉田直（1884年 - 1955年）針尾送信所
- 内田祥三（1885年 - 1972年）
- 内藤多仲（1886年 - 1970年）東京タワー、日活国際会館、世界平和記念聖堂
- 坂静雄（1896年-1989年）東京大学安田記念講堂
- 横山不学（1902年 - 1989年）国立西洋美術館、日本相互銀行本社、神奈川県立図書館、国際文化会館、京都会館、東京文化会館
- 小野薫（1903年 - 1957年）東京都体育館、鶴見倉庫、千代田区役所、プレモス
- 武藤清（1903年 - 1989年）霞が関ビル、世界貿易センタービル
- 棚橋諒（1907年 - 1974年）京都タワー
- 坪井善勝（1907年 - 1990年）愛媛県民館、香川県庁舎、今治市公会堂、下関市体育館、弓張岳展望台、代々木体育館、東京カテドラル聖マリア大聖堂
- 仲威雄（1907年 - 2008年）神戸ポートタワー
- 横尾義貫（1914年 - 2007年）尾道市庁舎、尾道市公会堂
- 加藤渉（1915年 - 1997年）東京都体育館、鶴見倉庫、新潟市体育館、みくら山会館
- 小堀鐸二（1920年 - 2007年）フジテレビ本社ビル
- 松井源吾（1920年 - 1996年）出雲大社庁の舎、早稲田大学理工学部51号館、世田谷美術館、シルバーハット、江戸東京博物館
- 鈴木清次　日本揮発油各地の石油精製関連施設架台
- 谷資信（1922年 - 1999年）古川市民会館、鎌倉商工会議所会館
- 多田英之（1924年 - ）神戸ポートタワー
- 木村俊彦（1926年 - 2009年）佐賀県立博物館、藤沢市秋葉台文化体育館、水戸芸術館、丸亀市猪熊弦一郎現代美術館、梅田スカイビル、公立はこだて未来大学
- 服部正（1926年 - 1983年）
- 青木繁（1927年 - ）法政大学55・58年館、名古屋大学豊田講堂、大石寺客殿、登米町伝統芸能伝承館、馬頭町広重美術館
- 松岡理（1927年 - 2013年）大垣市総合体育館
- 矢野克巳（1928年 - ）三愛ドリームセンター、パレスサイドビルディング、世界貿易センタービル、ポーラ五反田ビル、中野サンプラザ、新宿住友ビル
- 田中彌壽雄（1929年 - 2014年）名護市庁舎、球泉洞森林館、ふれあいプラザなのはな館、茅野市民館
- 川口衞（1931年 - 2019年）万国博お祭り広場、サンジョルディ・パレス、セラミックパークMINO、シンガポール国立屋内競技場、サンドーム福井、なみはやドーム
- 川股重也（1931年 - ）
- 増田一眞（1934年 - ）勝山館跡ガイダンス施設、国際教養大学図書館棟
- 斎藤公男（1938年 - ）岩手県営体育館、出雲ドーム、穴生ドーム、山口きららドーム、唐戸市場、京都アクアリーナ
- 播繁（1938年 - 2017年）あきたスカイドーム、大阪東京海上ビルディング、エムウェーブ、沖縄県立博物館・美術館
- 坪井善昭（1939年-　）
- 渡辺邦夫（1939年 - ）幕張メッセ、鳥羽市立海の博物館、牧野富太郎記念館、東京国際フォーラム、横浜大桟橋旅客ターミナル、朱鷺メッセ、テレビ朝日
- 中田捷夫（1940年 - ）コーベコニシ本社・流通センター、檮原町地域交流施設、ぐんま国際アカデミー、三重県立熊野古道センター、梼原町総合庁舎
- 新谷眞人（1943年 - ）葛西臨海公園展望レストハウス、真壁伝承館、金沢海みらい図書館、実践学園中学・高等学校自由学習館、宇土市立宇土小学校
- 梅沢良三（1944年 - ）リアス・アーク美術館、すみだ生涯学習センター、鳥取県立フラワーパーク、彩の国くまがやドーム、IRONHOUSE
- 金田勝徳（1944年 - ）酒田市国体記念体育館、埼玉県立大学、洗足の連結住棟、横須賀美術館
- 佐々木睦朗（1946年 - ）札幌ドーム、せんだいメディアテーク、金沢21世紀美術館、瞑想の森市営斎場、豊島美術館、ROLEXラーニングセンター
- 山辺豊彦（1946年 - ）つくば市立東小学校
- 和田章（1946年 - ）東京工業大学百年記念館、東京工業大学すずかけホール、東京工業大学すずかけ台キャンパスG棟レトロフィット
- 今川憲英（1947年 - ）横浜赤レンガ倉庫、千葉市立打瀬小学校、国立長崎原爆死没者追悼平和祈念館、大船渡市民文化会館・市立図書館 リアスホール
- 都祭芳明（1948年 - ）岩倉高等学校西館
- 工藤晃一　千葉市若葉保健福祉センター
- 慶伊道夫（1948年 - ）泉ガーデンタワー、東京スカイツリー
- 橋本和重（1948年 - ）レイカズン本社ビル、東京未来大学、剣淵町絵本の館、ヒステリックグラマー大阪店
- 徐光（1950年 - ）aLuminum-House
- 星野修一（1950年 - ）
- 細澤治（1951年 - ）さいたまスーパーアリーナ、しもきた克雪ドーム
- 梶川泰司（1951年 - ）
- 金箱温春（1953年 - ）京都駅、兵庫県立美術館、表参道ヒルズ、青森県立美術館、MAZDA Zoom-Zoom スタジアム広島、東京大学情報学環・福武ホール
- 小堀徹（1954年 - ）さいたまスーパーアリーナ、モード学園スパイラルタワーズ
- 向野聡彦（1957年 - ）静岡県庁東館、木材会館、ホキ美術館、NBF大崎ビル（旧ソニーシティ大崎）
- 稲山正弘（1958年 - ）岐阜県立森林文化アカデミー、東京大学弥生講堂アネックス
- 篠崎洋三（1959年 - ）慶應義塾大学（三田）南館、代々木ゼミナール本部校代ゼミタワー
- 桝田洋子（1959年 - ）西有田タウンセンター、行橋の住宅（JUUL House）
- アラン・バーデン（1960年 - ）熊本駅東口駅前広場上屋、中村キース・ヘリング美術館、真下慶治記念美術館、杉浦邸/多面体 岐阜ひるがの
- 竹内徹（1960年 - ）ザ・センター、東京工業大学緑が丘1号館レトロフィット
- 江尻憲泰（1962年 - ）長岡市子育ての駅千秋「てくてく」、アオーレ長岡
- 柴田育秀（1962年 - ）ビッグパレットふくしま、豊田スタジアム、由利本荘市文化交流館 カダーレ、Ribbon Chapel
- 陶器浩一（1962年 - ）愛媛県歴史文化博物館、梅田ダイビル、積層の家、福良港津波防災ステーション、竹の会所
- 斎藤利昭（1963年 - ）アミティエ新大阪、清水建設技術研究所、東京建設コンサルタント新本社ビル
- 池田昌弘（1964年 - ）有田陶芸倶楽部、ふじようちえん
- 岡村仁（1964年 - ）倫理研究所富士高原研修所、島根県芸術文化センター「グラントワ」、静岡県草薙総合運動場体育館「このはなアリーナ」
- 早部安弘（1964年 - ）MIKIMOTO Ginza2、高崎市総合保健センター・高崎市立中央図書館
- 久田基治（1964年 - ）
- 矢沢秀周（1967年 - ）
- 津村栄一（1967年- ）
- 奥野親正（1968年 - ）大分県運転免許センター、山梨県立図書館「かいぶらり」
- 山脇克彦（1968年 - ）國學院大學120周年記念1号館、モード学園スパイラルタワーズ、籤 -HIGO-
- 多田脩二（1969年 - ）中国木材名古屋事業所、工学院大学弓道場・ボクシング場
- 金田充弘（1970年 - ）メゾン・エルメス、砥用町林業総合センター、富弘美術館
- 加登美喜子（1970年 - ）京都大学医学部百周年記念施設 芝蘭会館、熊本県立熊本かがやきの森支援学校
- 小西泰孝（1970年 - ）神奈川工科大学KAIT工房、熊本駅西口駅前広場、上州富岡駅
- 佐藤淳（1970年 - ）情緒障害児短期治療施設、芦北町地域資源活用総合交流促進施設、山鹿市立山鹿小学校
- 名和研二（1970年 - ）
- 鳴川肇（1971年 - ）
- 満田衛資（1972年 - ）中川政七商店新社屋、大阪府立春日丘高等学校創立100周年記念会館
- 村上博昭（1973年 - ）國學院大學3号館、立教大学ロイドホール「18号館」
- 山田憲明（1973年 - ）国際教養大学図書館棟、東北大学大学院環境科学研究科エコラボ
- 大野博史（1974年 - ）東京大学数物連携宇宙研究機構棟、Ring Around a Tree (ふじようちえん増築)
- 横尾真（1975年 - ）ジュッカイエ、4 episodes
- 城所竜太（1976年 - ）ニコラス・G・ハイエックセンター、犬島精錬所美術館、大分県立美術館、直島ホール
- 谷川充丈（1976年 - ）ROKI Global Innovation Center - ROGIC -、NICCAイノベーションセンター
- 森部康司（1976年 - ）JFEケミカル・ケミカル研究所、熊本県立球磨工業高等学校管理棟
- 永井拓生（1980年-　）ブルージュ・パヴィリオン、宮原邸

### 日本以外
- トーマス・テルフォード（1757年 - 1834年）ポントカサステ水路橋、チャーク水道橋、メナイ吊橋
- ロバート・スチーブンソン（1803年 - 1859年）ブリタニア橋、ハイ・レベル橋（英語版）
- ジョセフ・パクストン（1803年 - 1865年）水晶宮
- J.オーガスティン・DeSazilly (J. Augustine DeSazilly) （19世紀半ば）フレンズダム
- イザムバード・キングダム・ブルネル（1806年 - 1859年）ロイヤルアルバート橋、ボックストンネル、ブリストル・テンプル・ミーズ駅、パディントン駅
- ジョン・ローブリング（1806年 - 1869年）ナイアガラの滝吊り橋（英語版）、ジョン・A・ローブリング橋（英語版）、ブルックリン橋
- ジョン・ファウラー（1817年 - 1898年）グロスヴェナー橋（英語版）、アルバートエドワード橋（英語版）、フォース鉄道橋
- カール・クルマン (Carl Culmann) （1821年-1881年）
- ギュスターヴ・エッフェル（1832年 - 1923年）エッフェル塔、ガラビ橋、自由の女神像
- ワシントン・ローブリング（1837年 - 1926年）ジョン・A・ローブリング橋（英語版）、ブルックリン橋
- ウィリアム・アロル（Sir William Arrol、1839年2月13日 - 1913年2月20日）
- フランソワ・アネビク（英語版）（1841年 - 1921年）ウィーヴァービル（英語版）、キューガーデンズ駅（英語版）、マールバラブレンハイムホテル（英語版）
- セオドア・クーパー（1839年 - 1919年）ケベック橋、立場川橋梁、ロベルトクレメンテ橋（英語版）、ワシントン橋（英語版）
- チャールズ・シュナイダー（1843年 - 1916年）ナイアガラ・カンチレバー橋（英語版）、ワシントン橋（英語版）
- エドゥアルド・トロハ（英語版）（1847年 - 1912年）サルスエラ競馬場（スペイン語版）、アルヘシラスの市場（スペイン語版）
- アントニ・ガウディ（1852年 - 1926年）サグラダ・ファミリア、コロニア・グエル教会地下聖堂、グエル公園
- ジャン・レサル（1854年 - 1919年）ミラボー橋、アレクサンドル3世橋、ベルシー橋、ドゥビリ橋、ノートルダム橋
- モーリス・ケクラン（1856年 - 1946年）エッフェル塔
- ウラジーミル・シューホフ（1859年 - 1939年）シューホフ・タワー（英語版）、シャーボロフスカヤのラジオ塔、オカ川の送電線鉄塔（英語版）
- ジョセフ・シュトラウス（英語版）ゴールデンゲートブリッジ、チェリー・ストリート・シュトラウス・トラニオン・バスキュール橋（英語版）
- イワン・レルベルグ（1869年 - 1932年）中央電信建物、北部保険会社時計塔建物
- ロベール・マイヤール（1872年 - 1940年）ザルギナトーベル橋、シュバントバッハ橋（英語版）
- レオン・モイセイフ（1872年 - 1943年）マンハッタン橋、タコマナローズ橋
- オスマール・アンマン（英語版）（1879年 - 1965年）ジョージ・ワシントン・ブリッジ、ヴェラザノ・ナローズ・ブリッジ、ベイヨン橋（英語版）
- ウジュヌ・フレシネー（英語版）（1879年 - 1962年）プルガステル橋（英語版）、グラディスビル橋（英語版）、聖ピウス10世地下聖堂（英語版）
- アルベール・カコー（1881年 - 1976年）ラ・ジロット・ダム（フランス語版）、ランス潮汐発電所、コルコバードのキリスト像
- ハーバート・ウィリアム・チャールズ・ケンプトン・ダイソン、MIStruct.E。 (H. Kempton Dyson) （1880-1944）セントラルバンドスタンド
- ヘンリー・マクレーヌ・ポント（1884年 - 1971年）バンドン工科大学、トロウラン博物館（英語版）
- ハーディ・クロス (Hardy Cross) （1885-1959） Hardy Cross法
- デビッド・スタインマン（1886年 - 1960年）エルシーリオ・ルース橋（英語版）、ヘンリー・ハドソン橋、キングストン・ラインクリフ・ブリッジ
- ヤン・ヘルコ・ヴィーベンハ（オランダ語版）（1886年 - 1974年）ヴィーベンハホール（オランダ語版）、ゾンネストラール・サナトリウム（オランダ語版）
- ヘンリー・J.デゲンコールブ (Henry J. Degenkolb) （1889年-1961）
- フリッツ・トート（1891年 - 1942年）Uボート・ブンカー、アウトバーン
- ピエール・ルイージ・ネルヴィ（1891年 - 1979年）パラロットマティカ、ノーフォーク・スコープ（英語版）、聖マリア被昇天大聖堂（英語版）
- エベレット・ギャリソン,（英:Edmund Everett Garrison 1893年 - 1975年）
- オヴ・アラップ（1895年 - 1988年）シドニー・オペラハウス、ロンドン動物園ペンギンプール、キングスゲート・ブリッジ（英語版）
- バックミンスター・フラー（1895年 - 1983年）ジオデシック・ドーム、テンセグリティ、ダイマクション・ハウス
- フレッド・セブラッド（英語版）（1899年 - 1990年）ゲートウェイ・アーチ、マディソン・スクエア・ガーデン、シーグラムビル
- ドメニコ・アントネッリ (Antonelli Bros Ltd)
- ジョン・フリートウッド・ベイカー、バロン・ベイカー、OBE FRS (John Baker, Baron Baker) （1901年-1985年）
- コンラッド・ワックスマン（英語版）（1901年 - 1980年）アメリカ空軍のための飛行機格納庫
- リッカルド・モランディ（1902年 - 1989年）サンタバーバラ火力発電所（イタリア語版）、ビサンティス橋（イタリア語版）
- オーギュスト・コマンダント（英語版）（1906年 - 1992年）キンベル美術館、リチャーズ・メディカル・センター（英語版）、アビタ67団地
- ニコライ・ニーキチン（英語版） （1907年 - 1973年）文化科学宮殿、ルジニキ・スタジアム、オスタンキノ・タワー
- マリオ・サルバドリー（英語版） （1907年 - 1997年）CBSビル、ラ・コンチャ・リゾート（英語版）
- フリッツ・レオンハルト（1909年 - 1999年）ケルン・ローデンキルヒェン橋（英語版）、シュトゥットガルトテレビ塔（英語版）
- フェリックス・キャンデラ（1910年 - 1997年）バカルディ瓶詰工場（スペイン語版）、スポーツパレス（英語版）、芸術科学都市オセアノグラフィック（英語版）
- アンドレ・パデュアート（フランス語版）（1914年 - 1985年）グローネンダール競馬場（フランス語版）、ブリュッセル万博 土木工学の矢（オランダ語版）
- エラディオ・ディエステ（英語版）（1917年 - 2000年）アトランティーダの教会（英語版）、アルカラ・デ・エナーレスの教会（英語版）
- ピーター・トーマス・ダニカン (Peter Thomas Dunican) （1918年-1989年）シドニーオペラハウス、コヴェントリー大聖堂、ポンピドーセンター、バービカン・エステートなど
- ジョン・アンソニー・デリントン CBE FREng FIStructE FICE (John Anthony Derrington) （1921年-2008年）ロバート・マックアルパイン卿設計グループの責任者
- ハンスカール・バンデル（英語版）（1925年 - 1993年）トロント市庁舎（英語版）、ジョン・F・ケネディ・センター、クリスタル・カテドラル（英語版）
- フライ・オットー（1925年 - 2015年）モントリオール万国博覧会西ドイツ館、ミュンヘン・オリンピック競技場、ハノーヴァー万国博覧会日本館
- ハインツ・イスラー（英語版）（1926年 - 2009年）デューベンドルフ航空博物館（英語版）、リチャードボゾンスポーツセンター（英語版）、
- セルジオ・ムスメキ（イタリア語版）（1926年 - 1981年）バセント橋（イタリア語版）、テントの教会（イタリア語版）
- ファブリチオ・デ・ミランダ (Fabrizio de Miranda) （1926年-2015年）ランデ橋 (Rande Bridge) インディアナ橋
- クリスチャン・メン（英語版）（1927年 - 2018年）レオナルド・P・ザキム・バンカーヒル・メモリアル橋（英語版）、スンニベルグ橋（英語版）、ガンター橋（英語版）
- ホースト・バーガー（英語版）（1928年 - ）キング・アブドゥルアズィーズ国際空港ハッジ・ターミナル、キング・ファハド国際スタジアム、デンバー国際空港
- レスリー・ロバートソン（英語版）（1928年 - 2021年）ワールドトレードセンター、上海環球金融中心、中国銀行タワー
- ファズラー・カーン（1929年 - 1982年）ウィリス・タワー、ジョン・ハンコック・センター、ヒューバート・H・ハンフリー・メトロドーム
- エドムンド・ハッポルド（英語版）（1930年 - 1982年）ポンピドゥー・センター、ハイド・パーク・バラックス・ロンドン（英語版）
- ヨルク・シュライヒ（1934年 - ）ミュンヘン・オリンピアシュタディオン、メルセデス・ベンツ・アレーナ、キレスベルグの展望台（ドイツ語版）
- デービッド・ガイガー（英語版）（1935年 - 1996年）ポンティアック・シルバードーム、BCプレイス・スタジアム、RCAドーム、東京ドーム
- ピーター・ライス（1935年 - 1992年）シドニー・オペラハウス、ロンドン・スタンステッド空港、ポンピドゥー・センター、シテ科学産業博物館
- マッシモ・マジョヴィエツキ（イタリア語版）（1938年 - ）スタディオ・デッレ・アルピ、スタディオ・オリンピコ・ディ・ローマ、ユヴェントス・スタジアム
- ユリウス・ナッテラー（ドイツ語版）（1938年 - ）ウィルの塔（ドイツ語版）、ソヴァブランの塔（ドイツ語版）
- パトリック・ダウリング (Patrick Joseph A. Dowling) 、CBE FRS（1939年生まれ）
- セシル・バルモンド（1943年 - ）サーペンタイン・ギャラリー・パビリオン、ユダヤ博物館、中国中央電視台本部ビル
- ジャミル・レザ・チョードリー (Jamilur Reza Choudhury) （1943年 - ）Padma橋テクニカルアドバイザー, バングラデシュ数学オリンピック委員会会長
- マイケル・ディクソン (Michael Dickson)  CBE FREng FIStructE FICE（1944 - 2018）ハノーバーエキスポ2000日本館、シュトゥットガルト21、サウジアラビア・アルファイサリヤセンター、ミュンヘン鳥小屋
- ミシェル・ヴィルロジュー（英語版）（1946年 - ）ノルマンディー橋、ヴァスコ・ダ・ガマ橋、ミヨー橋
- サンティアゴ・カラトラバ（1951年 - ）芸術科学都市、スビスリ橋、オリエンテ駅、ビルバオ空港、アウディトリオ・デ・テネリフェ、アテネ五輪総合運動施設
- ジャン＝マリー・デュティヨール（英語版）（1952年 - ）リール・ユーロップ駅、マルヌ＝ラ＝ヴァレ＝シェシー駅、ビテクスコ・フィナンシャルタワー、武漢駅
- ウィリアム・ベイカー（英語版）（1953年 - ）ブルジュ・ハリファ、ルネサンス・センター、ミレニアム・パーク
- サラ・バック (Sarah Buck) （1953年- ）英国第88代構造技術者協会長　南アフリカのMmabtho空港、ジャマイカのネグリルの新しい15キロメートル下水道
- ヴェルナー・ゾベック（英語版）（1953年 - ）スワンナプーム国際空港、ソニーセンター、メルセデスベンツ博物館（英語版）
- マルク・ミムラム（1955年 - ）ミムラムの歩道橋（フランス語版）、レオポール・セダール・サンゴール橋
- ガイ・ノーデンセン（英語版）（1955年 - ）リンクド・ハイブリッド（英語版）、1 ワールドトレードセンター
- ユルグ・コンツェット（オランダ語版）（1956年 - ）トラヴェルジネルトベルにかかる橋（ドイツ語版）、ハノーヴァー万国博覧会スイス・パヴィリオン
- ジョセフ・フィリップ・コラコ (Joseph Colaco)  シカゴ/ジョン・ハンコック・センター(の100階建)、ヒューストン/JPモルガン・チェイス・タワー(75階建て)、タワードバイ（世界で最も高いタワー）とインペリアルツインタワー
- ハニフ・カラ（英語版）（1956年 - ）ファエノ科学センター（英語版）、種の聖殿（英語版）、ヘイダル・アリエフ文化センター
- マイク・シュライヒ（ドイツ語版）（1960年 - ）ザスニッツ歩道橋
- ディトマール・ファイシティンガー（英語版）（1961年 - ）三カ国橋、シモーヌ・ド・ボーヴォワール橋
- ローラン・ネイ（ルクセンブルク語版）（1964年 - ）エシュ歩道橋（ルクセンブルク語版）、クノッケ歩道橋